# Július 27.
Július 27. az év 208. (szökőévben 209.) napja a Gergely-naptár szerint. Az évből még 157 nap van hátra.
Névnapok: Liliána, Olga + Ajtony, Árvácska, Aurél, Bennó, Bertold, Beten, Celesztin, Celesztina, Gajána, Györe, György, Györk, Györke, Hugó, Kamilla, Keresztély, Keresztes, Konstantin, Krisztián, Lilian, Lilianna, Lilibella, Lilien, Liliom, Lucilla, Natali, Natália, Natasa, Noella, Pantaleon, Pentele, Rolf, Rudolf

## Események
- 1214 – A bouvines-i csatában II. Fülöp Ágost által vezetett francia csapatok vereséget mérnek a Földnélküli János angol király és IV. Ottó német-római császár körül szerveződő koalíció seregére.
- 1526 – Alapi György bán vezette maroknyi várvédők – kétheti ostrom után – kénytelenek a török túlerővel szemben feladni Pétervárad várát.
- 1657 – I. Lipót német-római császárt magyar királlyá koronázzák.
- 1794 – Franciaországban a forradalmi naptár szerinti II. esztendő Hőség hava 9-én a Nemzeti Konvent végrehajtja a thermidori fordulatot. Radikálisan véget vetnek a jakobinus diktatúrának. Robespierre-t letartóztatják és halálra ítélik.
- 1909 – Orville Wright rekordot állít fel: közel egy és negyed órát tartózkodik a levegőben egyhuzamban repülő gépezetével.
- 1927 – Megalakul a Magyar Revíziós Liga, Herczeg Ferenc elnökletével.
- 1944 – A brit és amerikai légierő pusztító bombatámadása a csepeli Weiss Manfréd Művek ellen.
- 1947 – A levegőbe emelkedik a világ első sorozatban gyártott utasszállító repülőgépe, a De Havilland Comet prototípusa.
- 1949 – Az első sikeres szovjet kísérleti atomrobbantás.
- 1955 – A szovjet csapatok kivonulnak Ausztriából.
- 1986 – Budapesten a Népstadionban 70 ezer néző előtt koncertezik a Queen együttes.
- 1996 – Bomba robban az Atlantai olimpia parkjában. A tragédiában 2 ember meghalt, s több mint százan megsérültek.[1]
- 2002 – Egy ukrajnai légiparádén, Lviv mellett a nézők közé zuhan egy Szu–27-es repülőgép. A halálos áldozatok száma 78, a sérülteké több mint száz. Ez az addig történt legsúlyosabb légibemutató-baleset.
- 2012 – A XXX. nyári olimpiai játékok megnyitóünnepsége Londonban.

## Sportesemények
Formula–1
- 1986 –  német nagydíj, Hockenheimring - Győztes: Nelson Piquet (Williams Honda Turbo)
- 1997 –  német nagydíj, Hockenheimring - Győztes: Gerhard Berger  (Benetton Renault)
- 2014 –  magyar nagydíj, Hungaroring - Győztes: Daniel Ricciardo  (Red Bull-Renault)

## Születések
- 1775 – Brunswick (Brunszvik) Teréz, az első magyarországi óvodák („Kisdedóvók”) megalapítója († 1861)
- 1824 – ifj. Alexandre Dumas francia író († 1895)
- 1835 – Giosuè Carducci olasz költő, klasszika-filológus, az olasz irodalom első Nobel-díjas alkotója († 1907)
- 1848 – Báró Eötvös Loránd magyar fizikus, miniszter († 1919)
- 1867 – Enrique Granados (Enrique Costanzo Granados y Campiña) spanyol zeneszerző, zongoraművész († 1916)
- 1871 – Ernst Friedrich Ferdinand Zermelo német matematikus (halmazelmélet) († 1953)
- 1877 – Dohnányi Ernő magyar zeneszerző, zongoraművész, karmester († 1960)
- 1892 – Csorba Géza magyar szobrászművész († 1974)
- 1898 – Renato Balestrero olasz autóversenyző († 1948)
- 1899 – Karácsony János magyar festőművész († 1974)
- 1901 – Joaquin Palacio spanyol autóversenyző († 1989)
- 1907 – Borbereki-Kovács Zoltán magyar festő- és szobrászművész († 1992)
- 1908 – Schaár Erzsébet Munkácsy-díjas szobrászművész († 1975)
- 1910 – Kiss László (Leslie Kish) amerikai magyar statisztikus, a mintavételi eljárások módszertani fejlesztője, az MTA tagja († 2000)
- 1916 – Gino Bianco brazil autóversenyző († 1984)
- 1917 – Bourvil (er. neve André Robert Raimbourg) francia színész († 1970)
- 1917 – Simor János magyar közgazdász, építésügyi szakpolitikus († 1985)
- 1917 – Adolfo Celi olasz színész († 1986)
- 1918 – Lontay Margit Jászai Mari- és Aase-díjas magyar színésznő, érdemes művész († 1993)
- 1922 – Szilágyi Lajos magyar általános mérnök, építésügyi szakpolitikus († 2004)
- 1924 – Ruszkay György magyar karikaturista, grafikus, újságíró († 1998)
- 1933 – Chris Lawrence brit autóversenyző († 2011)
- 1943 – Max Jean francia autóversenyző
- 1946 – Betlen János magyar közgazdász, tolmács, műfordító végzettségű televíziós műsorvezető
- 1948 – Papp Márió magyar újságíró, író, egyetemi tanár, sakkozó
- 1949 – Urbán Erika magyar színésznő († 2021)
- 1950 – Kelen Péter Kossuth-díjas magyar operaénekes (tenor)
- 1952 – Roxanne Hart amerikai színésznő
- 1954 – Philippe Alliot francia autóversenyző
- 1955 – Dezsényi Péter magyar színész, rendező, író, kommunikációs szakember, egyetemi oktató
- 1955 – Sarbak Gábor magyar irodalomtörténész, kodikológus, a Szent István Társulat elnöke
- 1958 – Sütő Enikő magyar modell, manöken
- 1961 – Célia Mara brazil énekesnő, dalszerző, producer
- 1965 – José Luis Chilavert Paraguay-i születésű válogatott labdarúgó kapus
- 1966 – Deutsch Tamás (korábban átmenetileg Deutsch-Für Tamás) jogász, politikus
- 1968 – Julian McMahon Golden Globe-díjra jelölt ausztrál színész és modell.
- 1968 – Ricardo Rosset brazil autóversenyző
- 1976 – Seamus Dever amerikai színész
- 1979 – Jóna Tímea magyar újságíró, rádiós hírszerkesztő–műsorvezető
- 1980 – Adorjáni Bálint magyar színész
- 1985 – Mohammad Alirezaei iráni úszó
- 1987 – Ludánszki István magyar labdarúgó, jelenleg a ZTE játékosa
- 1989 – Savio Nsereko ugandai születésű német labdarúgó
- 1994 – Csonka Dóra magyar színésznő
- 1994 – Tótka Sándor olimpiai bajnok magyar kajakozó

## Halálozások
- 1675 – Henri de La Tour d’Auvergne de Turenne francia marsall, sikeres hadvezér (* 1611)
- 1841 – Mihail Jurjevics Lermontov orosz költő (* 1814)
- 1873 – Fjodor Ivanovics Tyutcsev orosz költő, diplomata (* 1803)
- 1907 – Figyelmessy Fülöp honvédőrnagy, az amerikai polgárháborúban az északiak ezredese (* 1820)
- 1931 – Auguste-Henri Forel svájci pszichiáter, elmegyógyász, amatőr rovartankutató (* 1848)
- 1932 – Gizella osztrák főhercegnő, magyar és cseh királyi hercegnő, I. Ferenc József és Erzsébet királyné legidősebb leánya (* 1856)
- 1944
  - Ságvári Endre jogász, baloldali antifasiszta ellenálló (* 1913)
  - Farkas Géza magyar hercegprímási uradalmi intéző, közgazdasági író, országgyűlési felsőházi tag (* 1870)
- 1946 – Gertrude Stein amerikai írónő, a radikális avantgardizmus képviselője (* 1874)
- 1954 – Sebestény Gyula Kossuth-díjas tüdősebész (* 1887)
- 1963 – Sigray István magyar gépészmérnök, gyárigazgató, országgyűlési képviselő (* 1888)
- 1967 – Blattner Géza magyar festőművész, grafikus, bábművész (* 1893)
- 1969 – Moises Solana mexikói autóversenyző (* 1935)
- 1970 – António de Oliveira Salazar, diktatórikus hatalmú portugál miniszterelnök (* 1889)
- 1978 – Kollár Ferenc, jezsuita szerzetes, 1944-től A Szív újság főszerkesztője, 1956-ban újrakiadója és ugyancsak 1956-tól a magyar jezsuita tartomány rendfőnöke (* 1912)
- 1979 – Várhelyi Endre magyar operaénekes, basszus (* 1924)
- 1980 – Mohammad Reza Pahlavi, az utolsó iráni sah (* 1919)
- 1985 – Bárczay János magyar földbirtokos, szolgabíró, gazdasági főtanácsos, országgyűlési képviselő (* 1900)
- 1989 – Szirtes Ádám Kossuth- és Jászai Mari-díjas magyar színész, érdemes és kiváló művész (* 1925)
- 1995 – Rózsa Miklós Oscar-díjas magyar zeneszerző (* 1907)
- 1998 – Ruszkay György magyar karikaturista, grafikus, újságíró (* 1924)
- 2002 – Örvös Lajos magyar író, költő, műfordító (* 1923)
- 2011 – Kristóf Ágota, Kossuth-díjas magyar író, költő (* 1935)
- 2011 – Molnár Gál Péter, magyar színházi szakember, színházkritikus (* 1936)
- 2014 – Mohay András, magyar dobos, dzsesszzenész. (* 1978)
- 2016 – Marik Péter, Jászai Mari-díjas magyar színész (* 1938)
- 2017 – Éhn József, aranydiplomás építőmérnök, vízépítőipari szakmérnök (* 1942)
- 2020 – Kósáné Kovács Magda, magyar tanár, politikus, országgyűlési és európai parlamenti képviselő, miniszter (* 1940)

## Nemzeti ünnepek, emléknapok, világnapok
- Kuba: A Moncada laktanya megtámadása évfordulójának ünnepe (1953). Július 25-től július 27-ig tartó három napos fesztivál.
- A balatoni halak napja 2004 óta.